# De consensu evangelistarum

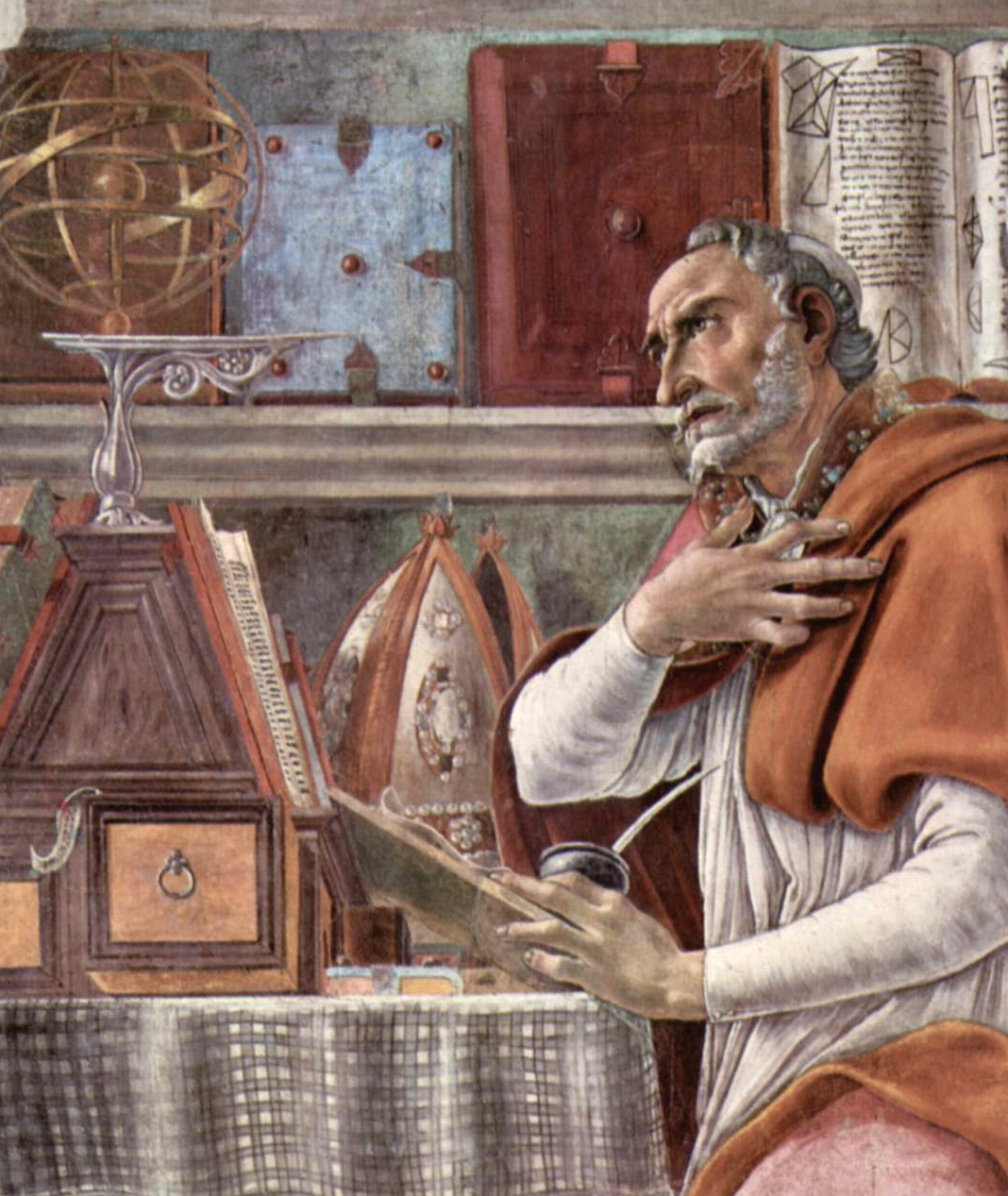
Saint Augustin dans son cabinet de travail (détail) par Botticelli, église Ognissanti (Florence).

De consensu evangelistarum ou De consensu evangeliorum, parfois De concordia  evangeliorum, est un ouvrage écrit par Augustin d'Hippone vers l'année 400. Son titre signifie « De l'accord des Évangiles ». Son genre littéraire est celui d'une harmonie des Évangiles.

## Présentation
Formé de quatre parties (quatre « livres »), l'ouvrage reprend et commente l'ordre traditionnel des quatre Évangiles canoniques : Matthieu-Marc-Luc-Jean. Pour Augustin, cet ordre canonique correspond à l'ordre chronologique dans lequel ces quatre textes ont été rédigés.  Il déclare : « Ces quatre évangélistes, bien connus à travers le monde entier (et peut-être sont-ils quatre parce que le monde a quatre parties) [...], ont écrit dans cet ordre : d'abord Matthieu, puis Marc, troisièmement Luc, et en dernier Jean. » En particulier, Augustin considère le texte de Matthieu comme le plus ancien des quatre parce qu'il est l'œuvre d'un apôtre direct de Jésus-Christ, Matthieu, alors que les évangélistes Marc et Luc appartiennent à la génération suivante, Marc étant le disciple de Pierre et Luc celui de Paul. En ce sens, si Marc offre nombre de points communs avec Matthieu, c'est parce qu'il en est le « résumeur » (abreviator).
L'objet de son étude est de dégager une harmonie d'ensemble à partir des quatre évangiles, qui présentent chacun une christologie distincte : Matthieu insiste sur la royauté du Christ, Marc sur son humanité, Luc sur son sacerdoce et Jean sur sa divinité.

## État de la recherche
Cet ordre à la fois chronologique et canonique se heurte à une première contestation avec l'« hypothèse de Griesbach », à la fin du XVIIIe siècle, par laquelle Johann Jakob Griesbach (1745-1812) estime que Marc s'est inspiré de Matthieu et de Luc, mais sans remettre en question l'antériorité de Matthieu. Puis celle-ci est mise en cause par Karl Lachmann (1793-1851), pour qui le plus ancien des évangiles n'est pas Matthieu mais Marc. Il en arrive à la conclusion que Marc a probablement été réutilisé par Matthieu et Luc. Enfin, Christian Hermann Weisse (1801-1866) formule en 1838 la théorie des deux sources, qui porte sur les deux sources communes à Matthieu et à Luc : d'une part le texte de Marc, d'autre part un recueil de sentences de Jésus.
Cette théorie est aujourd'hui admise par la communauté des spécialistes, ainsi que son corollaire, l'hypothèse de la Source Q.